# Ingeniero Forres
Ingeniero Forres o  Forres  es una ciudad del departamento Robles,  provincia de Santiago del Estero, Argentina.
Sus principales actividades económicas son la ganadería, agricultura y la forestación.

## Geografía
- Altitud: 153 m s. n. m.
- Latitud: 27º 52' 60" S
- Longitud: 63° 58' 0" O

## Población
Cuenta con 10,735 habitantes (Indec, 2022) lo que representa un incremento del 96,5% frente a los 5,463 habitantes (Indec, 2010) del censo del 2010. Esta población la sitúa como el 16° aglomerado urbano de su provincia.
| Gráfica de evolución demográfica de Ingeniero Forres entre 1960 y 2010 |
|                                                                        |
| Fuentes: INDEC                                                         |

## Parroquias de la Iglesia católica en Ingeniero Forres
| Diócesis  | Santiago del Estero |
| --------- | ------------------- |
| Parroquia | San Isidro Labrador |